# Bugatti Type 41
Bugatti Type 41 Royale була найдорожчою моделлю компанії "Bugatti", яка за задумом Етторе Бугатті призначалась для королівських родин Європи. Її вважають вершиною дизайну автомобілів 1920-х років.

## Історія

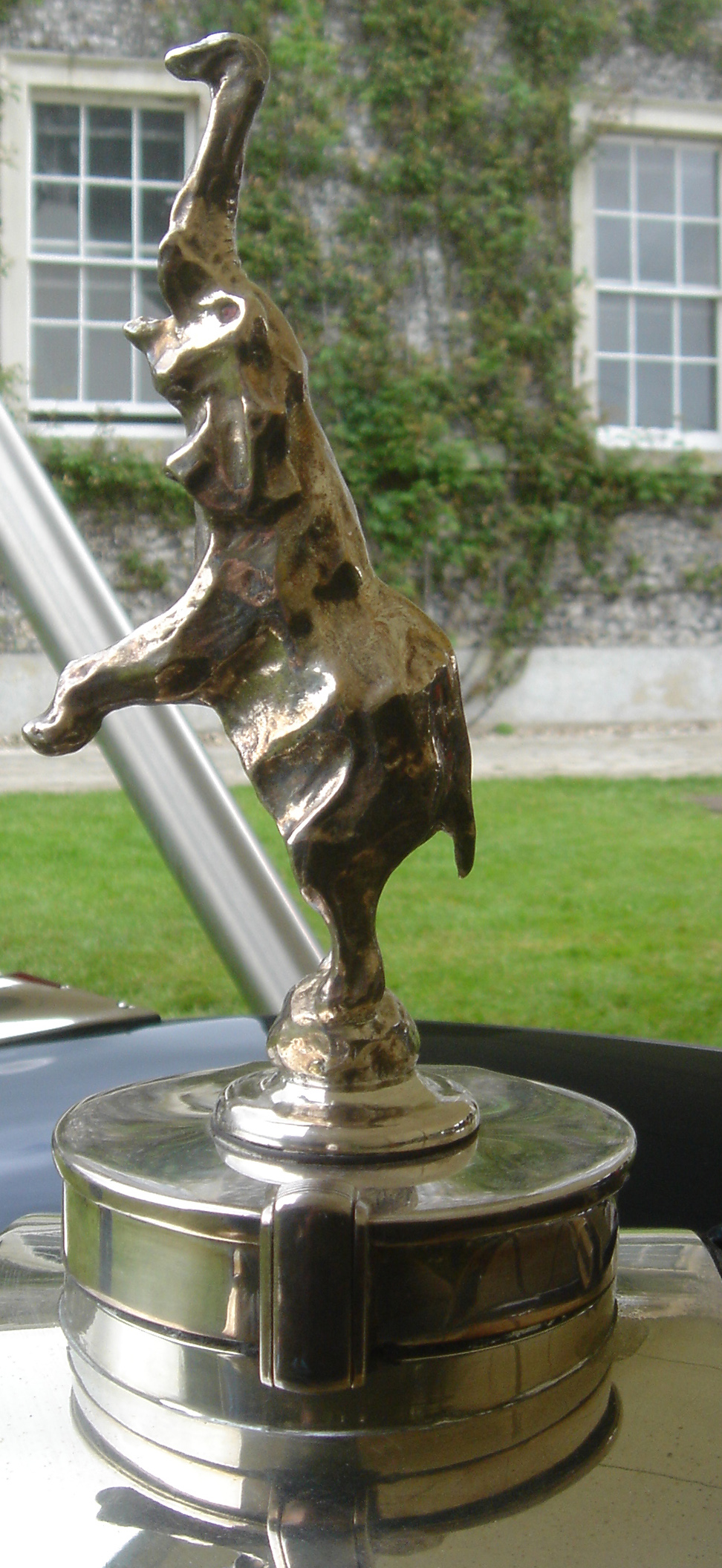
оздоблення радіатора

Етторе Бугатті у 1920-х роках вирішив створити модель, що перевершувала б існуючі моделі компаній Rolls-Royce, Maybach, Cadillac, Hispano Suiza та інш. Розкішні кузови мали доповнювати мотори потужністю 300 к.с., що дозволяло б розвивати швидкість 150 км/год. Авто мали б доставляти клієнту після проходження 1000 км тестових заїздів з 5-річною гарантією. Етторе Бугатті планував виготовити до 25 автомобілів Bugatti Type 41 індивідуально для найбагатших осіб.
Розробкою моделі займався Жан Бугатті під наглядом Етторе Бугатті. Прототип Type 41 було зібрано 1926 року. Його з кузовом фаетон презентували у червні 1928 на Гран Прі Німеччини у Нюрбургрингу.   За 9 років було виготовлено 11 шасі, 6 машин, дві з яких не найшли покупців. Бугатті в 1928 році перший автомобіль запропонував купити королю Іспанії Альфонсу XIII.
Плани продажу машин зірвала рецесія 1929 року. Перший автомобіль купив 1931 французький фабрикант Арманд Есдерс. Другу купив 1932 німецький лікар Йозеф Фукс. На автомобільних торгах "Olympia Show" 1932 у Лондоні шасі Bugatti Type 41 виставили на продаж за 6500 фунтів, що вдвічі перевищувало вартість найдорожчої моделі Rolls-Royce. У Франції шасі Type 41 коштувало 450.000 франків, що було дорожче на 100.000 франків за автомобіль Rolls-Royce Phantom II Chassis.
Всі екземпляри Type 41 донині збережені (переважно у музейних збірках).
На противагу Роллс-Ройсам на радіаторі Bugatti Type 41 Royale кріпили фігурку слона.

## Технічні дані
На основі авіамотора Type 34 (1923) Етторе Бугатті розробив рядний 8-циліндровий мотор з 3 клапанами (2 впускні) на циліндр (125 x 130 мм при об'ємі 12 700 см³, 125 x 150 мм при об'ємі 14700 см³). Потужність мотора становила 200к.с (147 кВт) - 300к.с. (220 кВт). Мотор дозволяв на 2 передачі розвивати швидкість від 10 до 100 км/год. У мотор заливали 14 л оливи, 48 л води для охолодження. Це був найбільший і найпотужніший мотор довоєнного періоду. На авто встановлювали 3-ступінчасту коробку передач. Колісна база становила 4300-4530 мм, довжина автомобілів 6-6,5 м при ширині 1990–2030мм. Маса автомобіля біля 3000-3300 кг. Бензобак поміщав 190 л. Автомобіль розвивав швидкість 160 км/год.

### Моделі

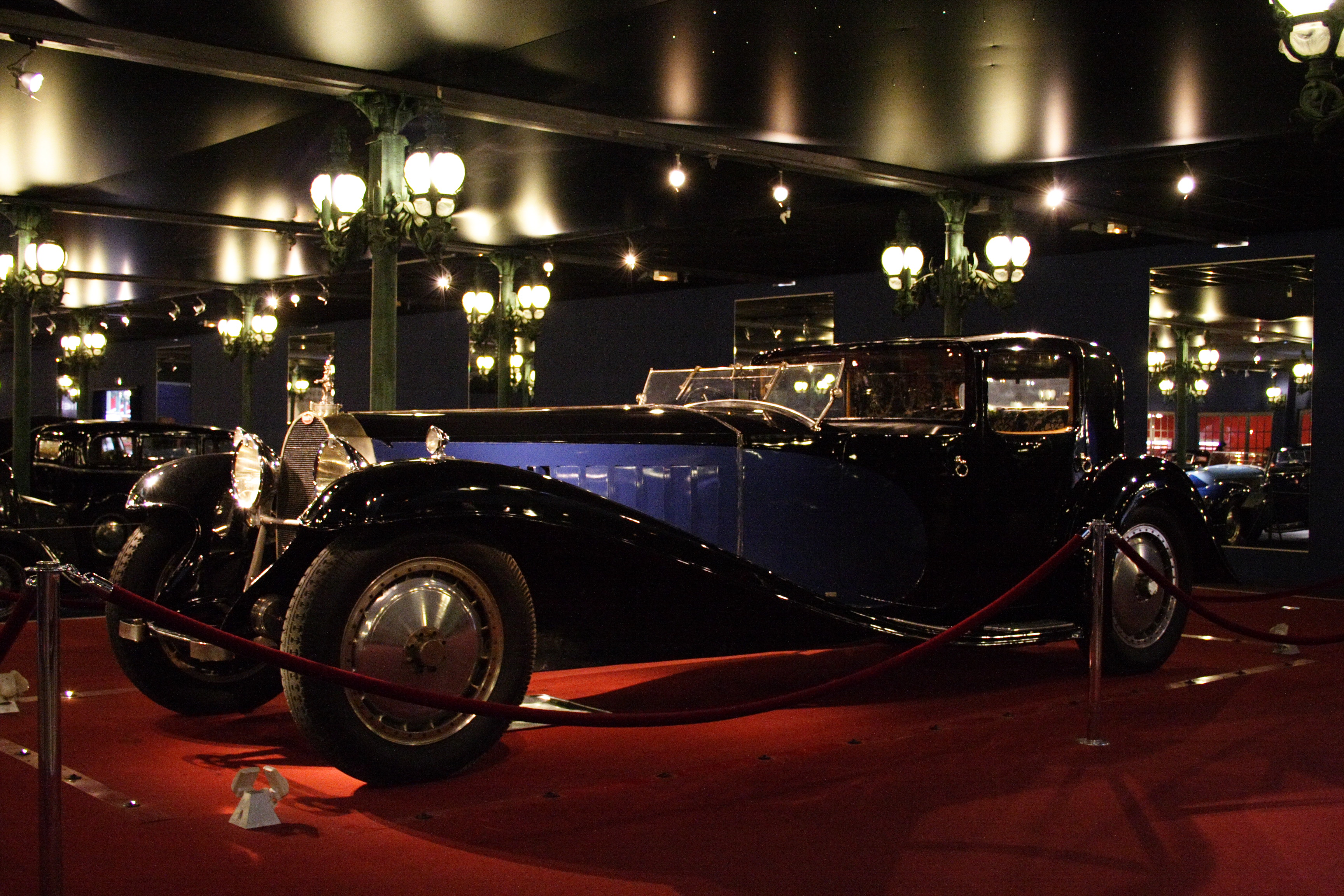
Bugatti Type 41 Coupé Napoleon

41.110 - Coupé Napoleon. Спочатку на шасі 41-110 з мотором 14,7 л було встановлено корпус типу фаетон. Це було особисте авто Етторе Бугатті, який його розбив, заснувши за кермом по дорозі з Парижу в Ельзас (1930/31). При відновленні шасі скоротили на 23 см шасі та встановили 12,7 л мотор. Корпус з відкритою кабіною водія і закритою пасажирів розробив 1931 Жан Бугатті. Такий кузов отримав назви "Coupé Napoleon", "Coupé du Patron", "Coupé de Ville". Схожий корпус встановили 1935 на шасі 41-111.
Під час війни авто переховували, побоюючись конфіскації нацистами. Через фінансові труднощі родина Бугатті продала його 1963 Фріцу Шлюмфу. Сьогодні авто перебуває у французькому найбільшому автомузеї світу - Cité de l’Automobile – Musée National – Collection Schlumpf (колекція Шлюмфів).

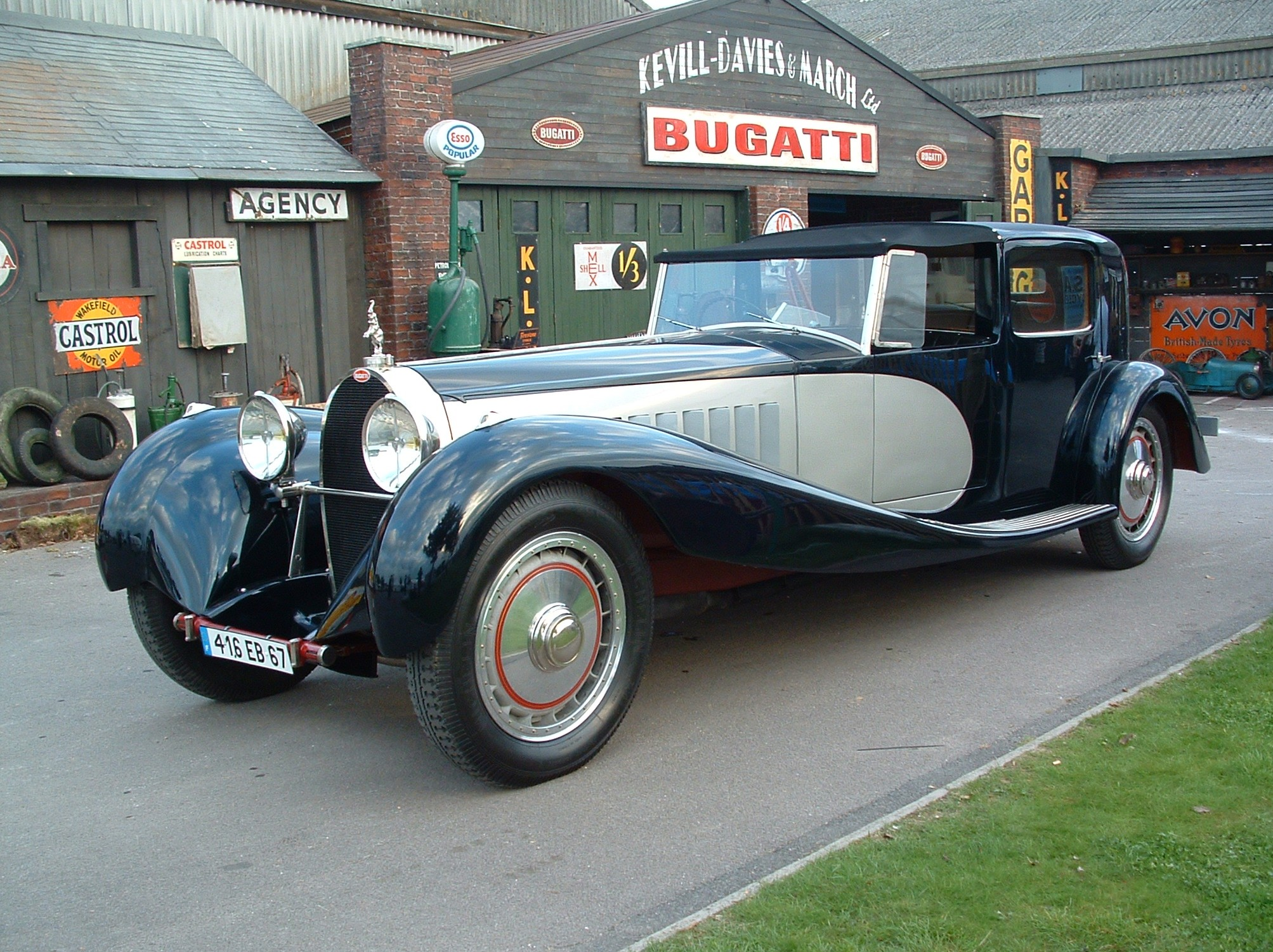
Coupé de ville Binder

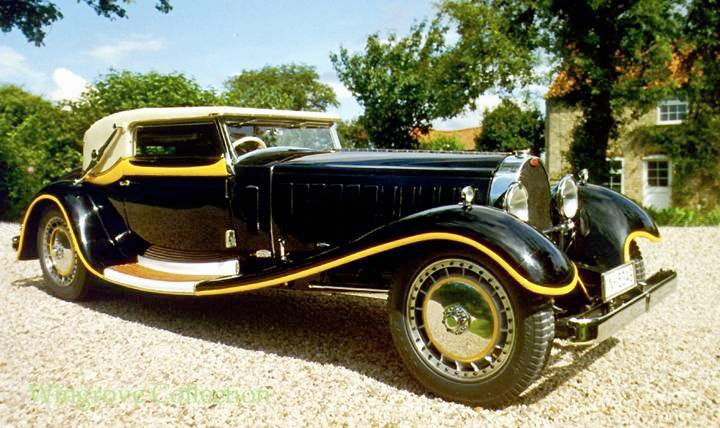
Kellner car

41.111 - Coupé de ville Binder перший проданий автомобіль Type 41. У квітні 1932 проданий французу, промисловцю Арманду Есдерсу. Спроектований Жаном Бугатті відкритий двомісний кузов звався Royale Esders Roadster. Для політика Патернотра на шасі встановили кузов Coupé de Ville. Через початок війни не був перевезений до короля Румунії і був захований у каналізації Парижу від нацистів. Після війни знаходився у Великій Британії, Флориді (1954), Атланті (1961), Рино (Невада) (1964), Каліфорнії (1986). Проданий Volkswagen AG (власник бренду "Bugatti") за 20.000.000 доларів. Виставляється у музеях, виставках, рекламних компаніях.
41.121 - Cabriolet Weinberger

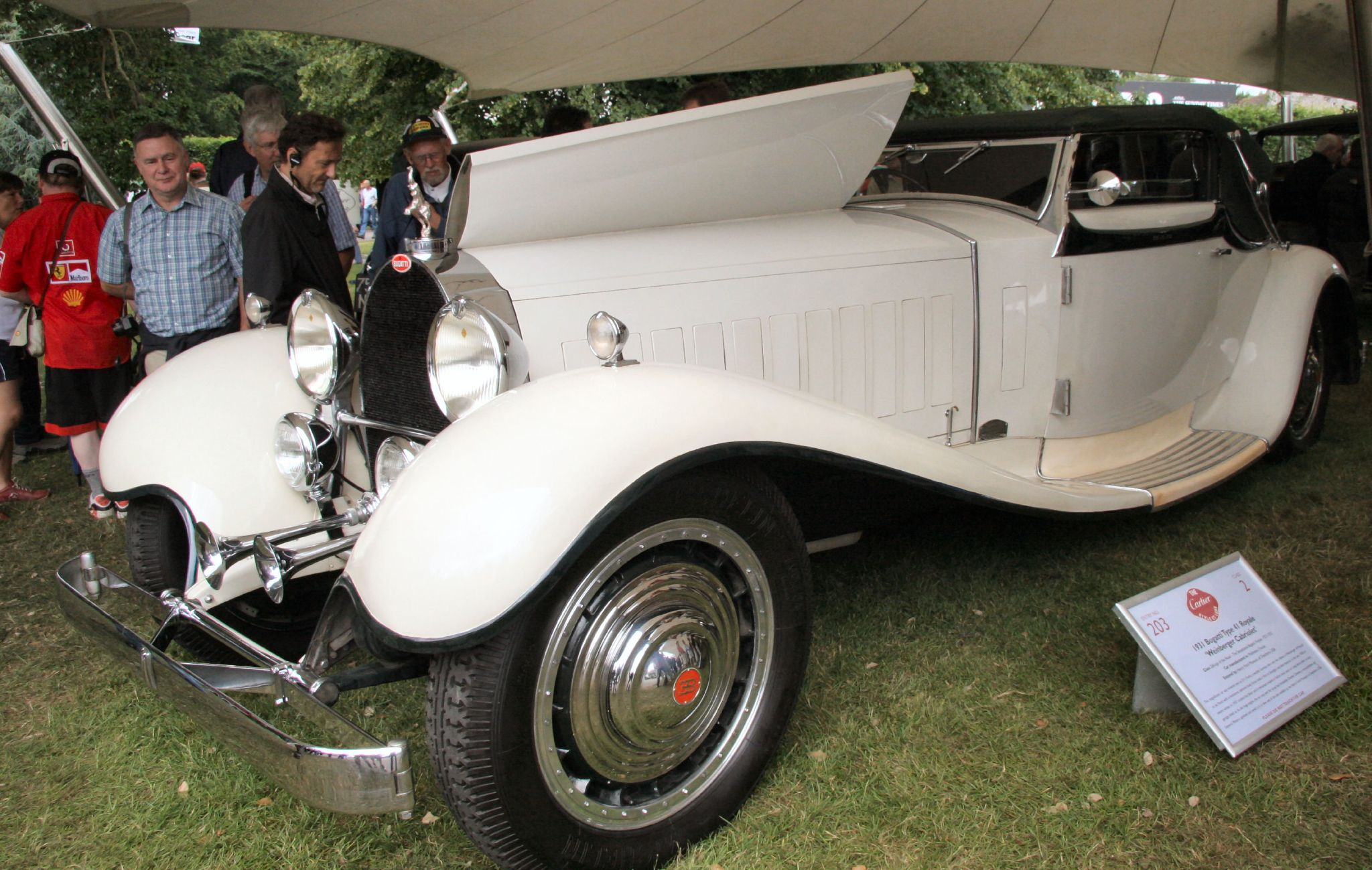
Cabriolet Weinberger

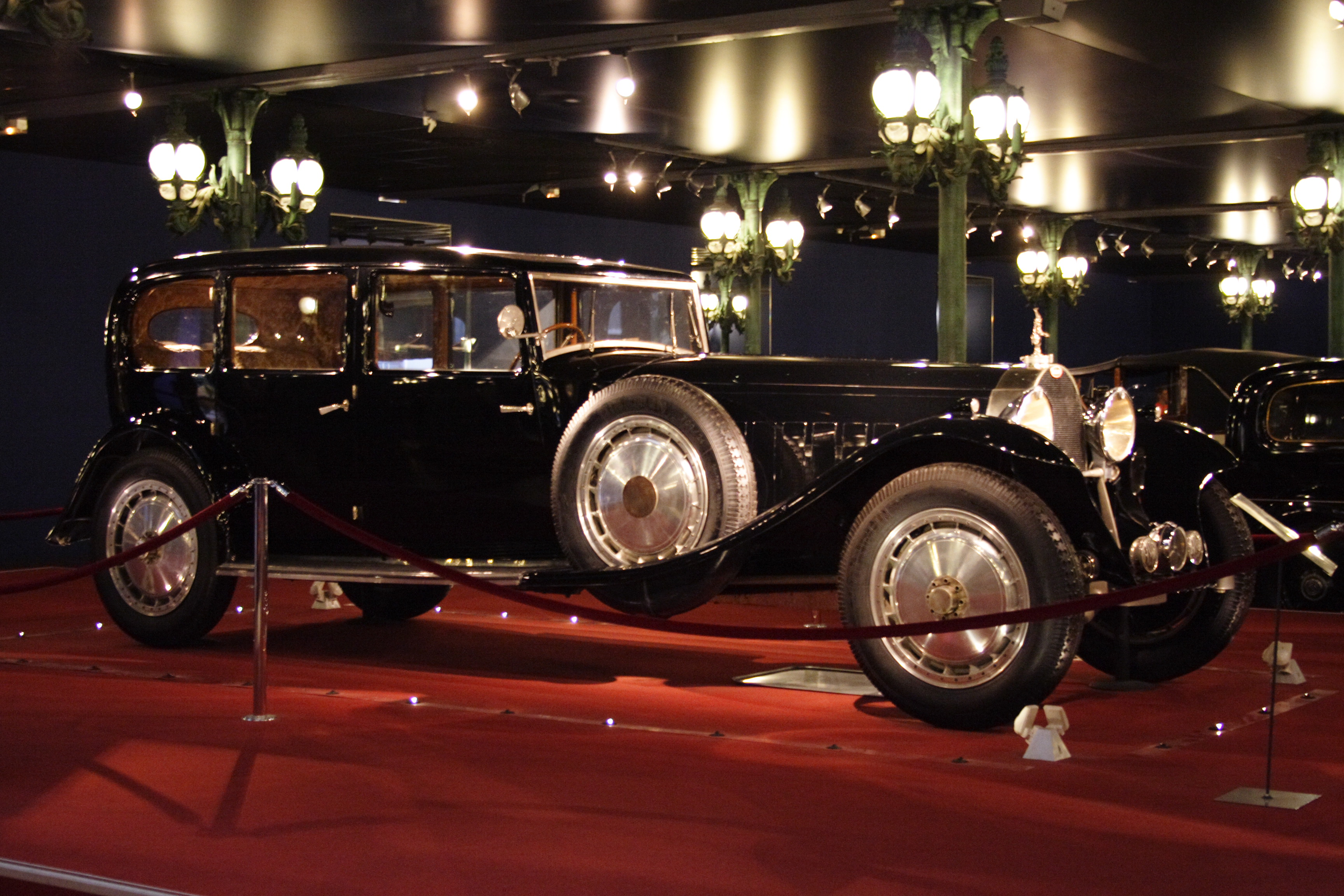
Limousine Park-Ward

Другий проданий Type 41 належав німецькому акушеру Йосифу Фуксу (травень 1932). Чорно-жовтий кузов кабріолет виготовив Людвиг Вайнбергер з Мюнхену. З власником переїхав до Італії, Японії, США (1937). Віце-президент General Motors, колекціонер Фукс Чарльз Чейн віднайшов його на звалищі у Нью-Йорку і купив за 400 доларів (1946). При реставрації за 10.000 доларів було змінено конструкцію мотору, колір і конструкцію кузова. Подарований 1957 музею Генрі Форда.
41.131 - Limousine Park-Ward
Проданий 1933 англійцю Катберт У. Фостер, що успадкував бостонський універмаг. Кузов виготовили на англійській фірмі Park Ward у стилі авто Daimler 1921 року, який йому належав. Проданий 1946 за 2800 доларів Джеку Бертону, який змінив шини. Влітку 1956 його купив за 9785 доларів колекціонер Джон Шекспір, що рівнялось вартості двох колекційних SJ Дюзенбергів, нової Феррарі. Через фінансові проблеми продав свою колекцію авто Фріцу Шлумпфу. Виставлений у музеї Cité de l’Automobile – Musée National – Collection Schlumpf.
41.141 - Kellner car

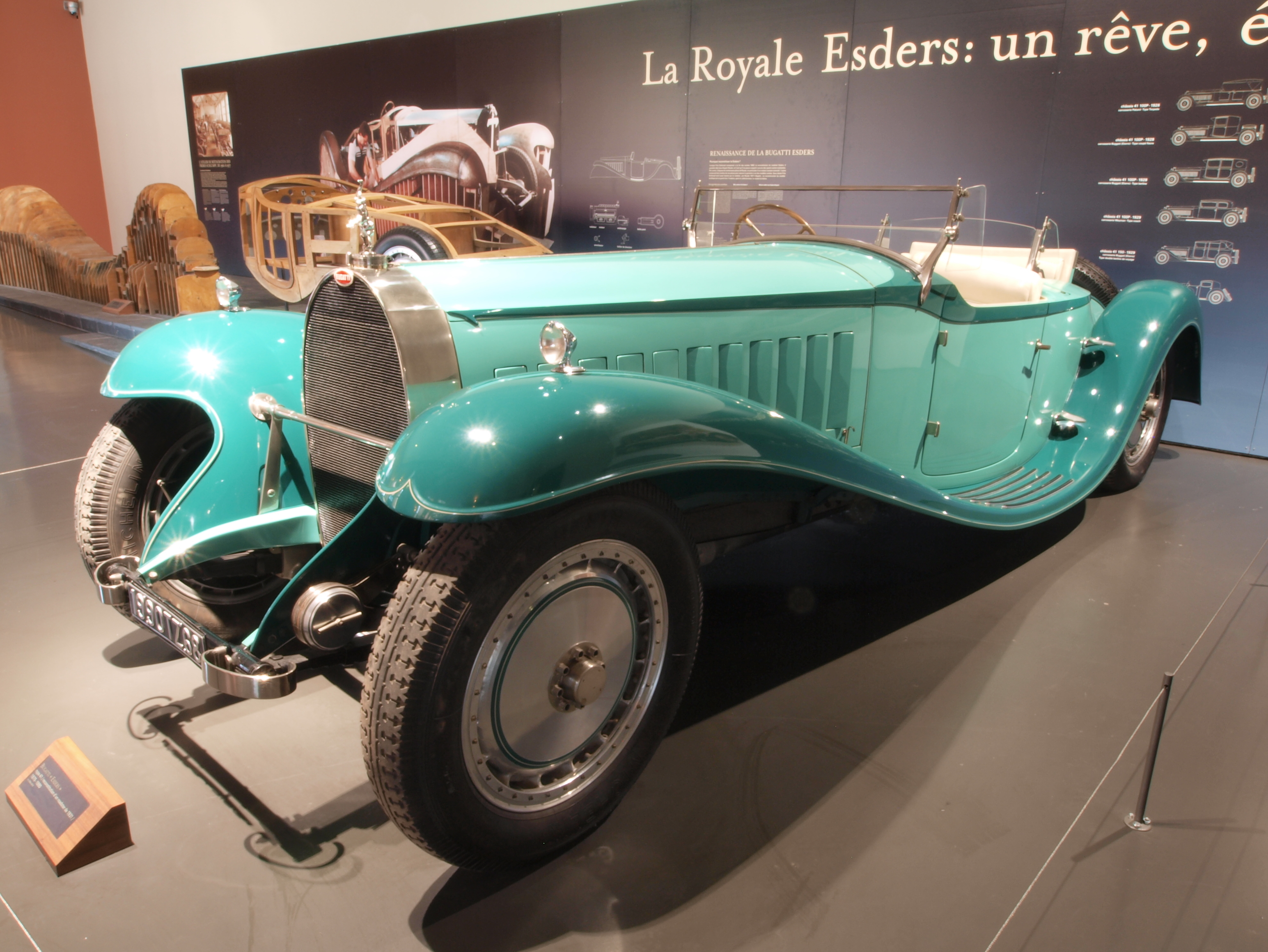
Репліка Royale Esders Coupe

Був власністю родини Бугатті. У час війни переховували задля уникнення конфіскації. Був проданий разом з 41.150 влітку 1950 гонщику Бріггсу Каннінгему за 571 долар і два холодильники General Electric. Були на ходу, але у поганому стані. Відновлення авто обійшлось у 2858 доларів. Виставлявся у приватному музеї, після закриття якого 1986 був проданий шведському магнату за 9.700.000 доларів. На аукціоні 1989 у Лас-Вегасі оцінений у 11.500.000 доларів. Через фінансові проблеми проданий 1990 за 15.700.000 доларів японській компанії Meitec Corporation, де знаходився у підвалі будівлі компанії. Проданий за 10.000.000 фунтів невідомому покупцеві (2001).
41.150 - Berline de Voyage

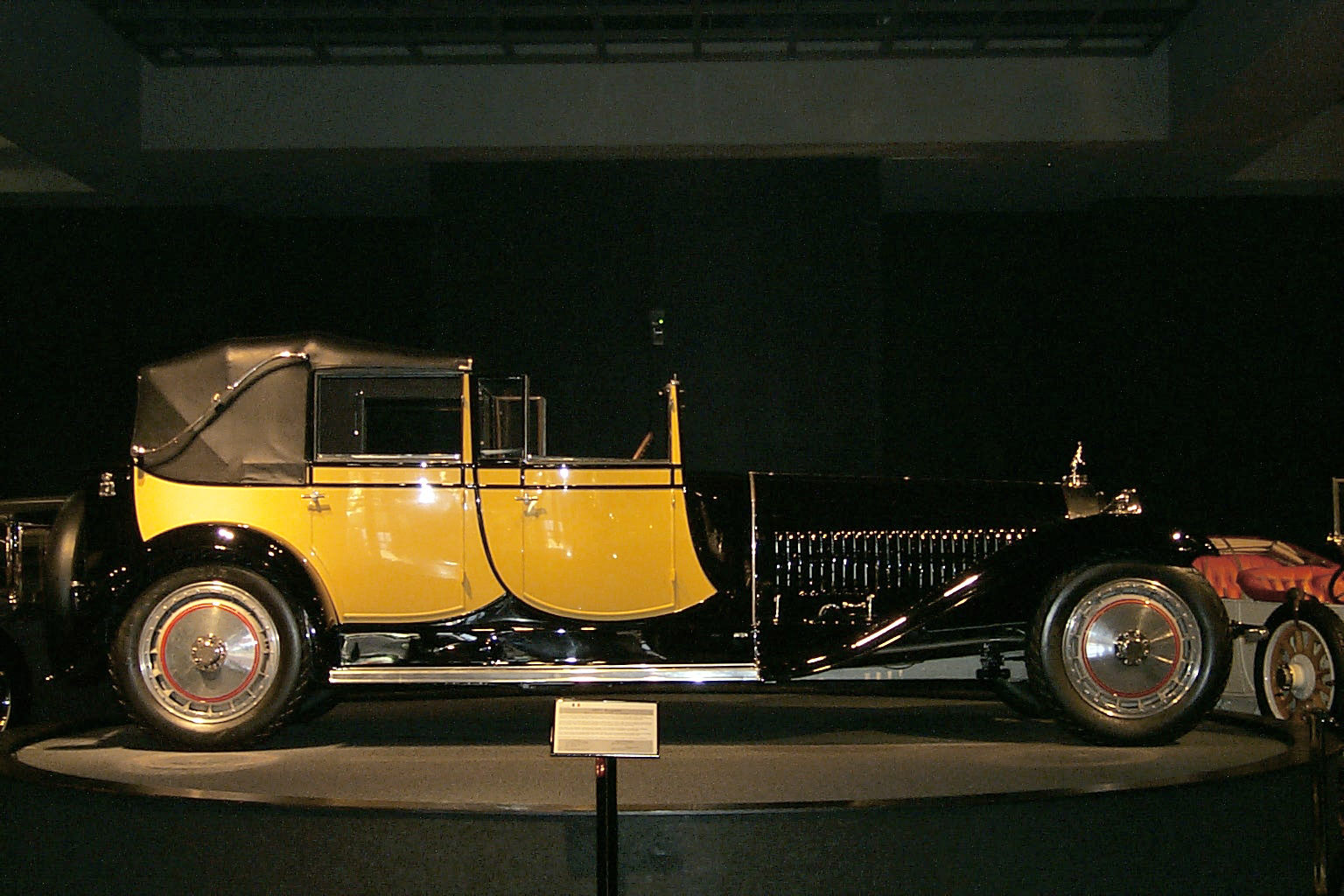
Royale Berline de Voyage

Належав родині Бугатті. У час війни переховували задля уникнення конфіскації. Був проданий разом з 41.141 влітку 1950 гонщику Бріггсу Каннінгему за 571 долар і два холодильники General Electric. Були на ходу, але у поганому стані. Відновлення авто обійшлось у 2858 доларів. Був проданий у США 1952 за 6500 доларів. Опинився у
Harrah collection. На аукціоні 1986 проданий за 6.500.000 доларів Джеррі Дж. Муру, який за рік перепродав його за 8.100.000 доларів засновнику Піца Доміно Тому Монагану. Той продав Bugatti Type 41 за 8.000.000 доларів 1991 до колекції Blackhawk Museum в Каліфорнії.

## Фінансовий успіх

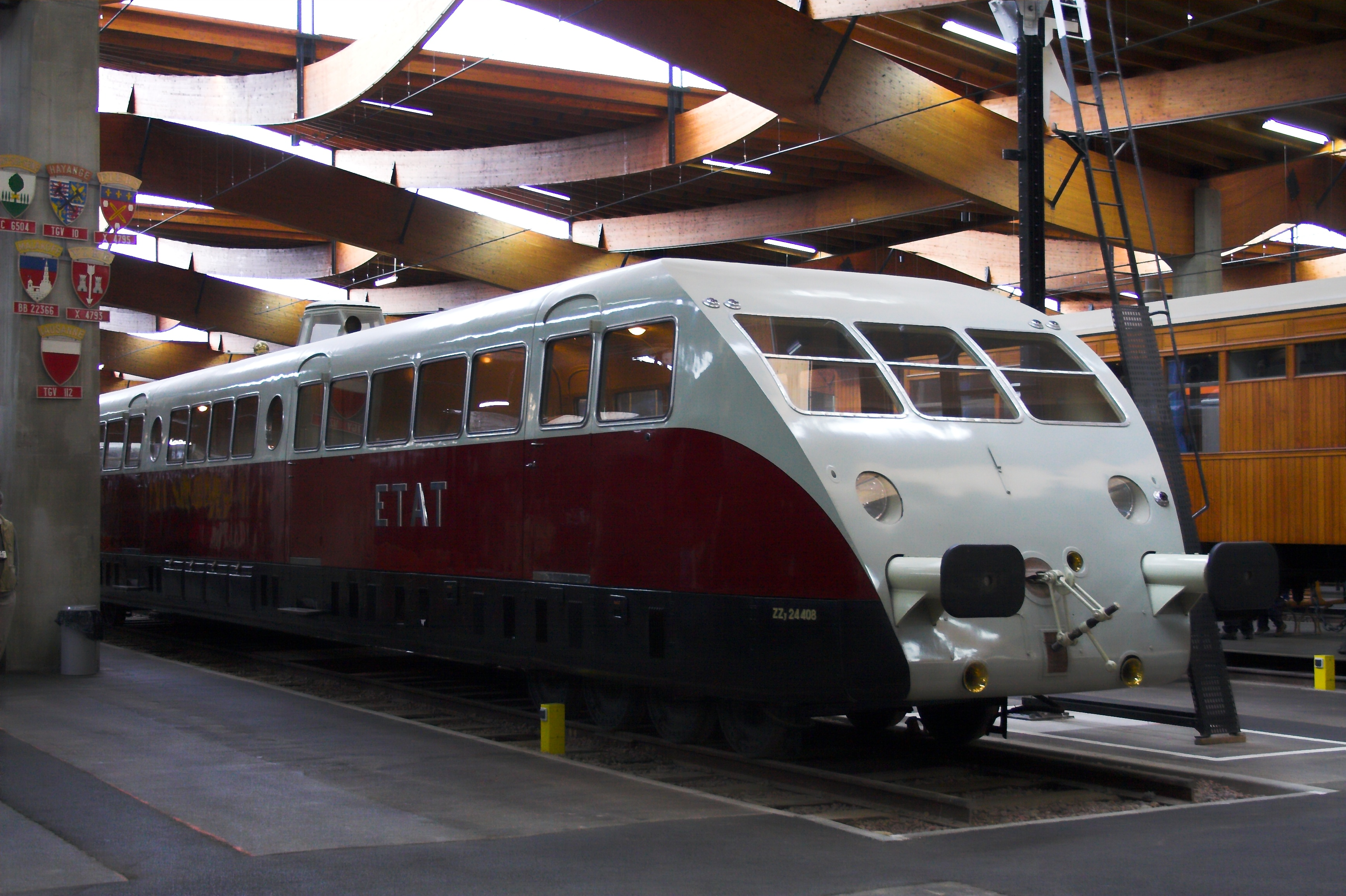
Моторисса "Bugatti"

Попри неможливість продати Bugatti Type 41 дана модель виявилась комерційно вигідною для Етторе Бугатті. В 1929 році він виготовив близько 100 двигунів для даної моделі, що зберігались на заводі у Мольсгаймі. Зрештою в 1935 році їх розмістили на нових залізничних автомотрисах, які компанія "Bugatti" розробила для французької залізниці National Railway SNCF. Було продано 79 автомотрис з приводом від 2-х чи 4-х моторів, на які встановили 186 моторів з пониженою до 200 к.с. потужністю. Остання автомотриса використовувалася до 1956/58 року. Одна з автомотрис встановила рекорд швидкості у 196 км/год на відрізку 70,7 км.